# Métro de Chiraz
Le métro de Chiraz est un réseau de métro desservant la ville de Chiraz sixième ville d'Iran située au sud du pays à 800 kilomètres de la capitale Téhéran. Un premier tronçon de 10,5 km comportant 8 stations a été inauguré en 2014. Le réseau comportera à terme 4 lignes.

## Historique
La construction de la ligne 1 débute en 2001. Le premier tronçon est inauguré le 11 octobre 2014. En 2017 les travaux de prolongement sur cette ligne sont en cours et la ligne 2 est en cours de construction.

## Réseau
Le réseau doit comporter lorsqu'il sera achevé 4 lignes. La ligne 1 orientée nord-sud est longue de 22,4 km et comprend 20 stations souterraines et une station en surface. La ligne comporte sur 12,5 kilomètres un double tunnel de 6 mètres de diamètre réalisé par un tunnelier. Le reste de la ligne a été réalisé en tranchée couverte. La traction électrique est assurée par une caténaire alimentée en 1 500 volts. Les quais des stations sont longs de 100 mètres. La voie est à écartement normal (1 435 mm). La ligne 2 longue de 22,4 km comprend 20 stations. La ligne 3 longue de 15 km comprend 14 stations et doit desservir l'aéroport de Tabriz. La ligne 4 est longue de 10 kilomètres et est en correspondance avec les trois autres lignes.

## Matériel roulant
Le parc de matériel roulant est constitué de rames de 5 voitures d'une longueur totale de 100 mètres pouvant transporter 1070 passagers avec une densité de 5 personnes par m2. Chaque voiture est longue de 20 mètres, large de 2,6 mètres et haute de 3,7 mètres. Le plancher se situe à 1,1 mètre du sol. La charge à l'essieu est de 12,5 tonnes. Chaque voiture peut transporter 214 personnes et comporte 42 places assises.  La vitesse maximale est de 80 km/h et la vitesse commerciale sur la ligne 1 est de 32 km/h.